# 血管外科
血管外科是從普通外科以及心脏外科發展而來的一门醫學學科，主要涉及动脉疾病和静脉疾病的醫治血管外科医生经常协助其他医生处理病患受傷的血管。 